# Pleocnemia olivacea
Pleocnemia olivacea är en ormbunkeart som först beskrevs av Edwin Bingham Copeland, och fick sitt nu gällande namn av Holtt. Pleocnemia olivacea ingår i släktet Pleocnemia och familjen Tectariaceae. Inga underarter finns listade.